# Championnats du monde d'athlétisme en salle 2006
Navigation
- 1985
- 1987
- 1989
- 1991
- 1993
- 1995
- 1997
- 1999
- 2001
- 2003
- 2004
- 2006
- 2008
- 2010
- 2012
- 2014
- 2016
- 2018
- 2022
- 2024
- 2025

Les 11es Championnats du monde d'athlétisme en salle se sont tenus du 10 au 12 mars 2006 à l'Olimpiisky Indoor Arena de Moscou, en Russie. 562 athlètes issus de 129 nations ont pris part aux 26 épreuves du programme (13 masculines et 13 féminines). L'épreuve du 200 mètres est retirée du programme pour des raisons d'équité, les athlètes situés dans les couloirs intérieurs étant désavantagés par rapport à leurs adversaires.

## Résultats

### Hommes
| Épreuves         | Or                                                                                         | Argent                                                                                           | Bronze                                                                                             |
| ---------------- | ------------------------------------------------------------------------------------------ | ------------------------------------------------------------------------------------------------ | -------------------------------------------------------------------------------------------------- |
| 60 m             | Leonard Scott (USA) 6 s 50 (WL)                                                            | Andrey Yepishin (RUS) 6 s 52 (NR)                                                                | Terrence Trammell (USA) 6 s 54                                                                     |
| 400 m            | Alleyne Francique (GRN) 45 s 54 (SB)                                                       | California Molefe (BOT) 45 s 75                                                                  | Chris Brown (BAH) 45 s 78 (NR)                                                                     |
| 800 m            | Wilfred Bungei (KEN) 1 min 47 s 15                                                         | Mbulaeni Mulaudzi (RSA) 1 min 47 s 16                                                            | Yuriy Borzakovskiy (RUS) 1 min 47 s 38                                                             |
| 1 500 m          | Ivan Heshko (UKR) 3 min 42 s 08                                                            | Daniel Kipchirchir Komen (KEN) 3 min 42 s 55                                                     | Elkanah Onkware Angwenyi (KEN) 3 min 42 s 98                                                       |
| 3 000 m          | Kenenisa Bekele (ETH) 7 min 39 s 32                                                        | Saif Saaeed Shaheen (QAT) 7 min 41 s 28                                                          | Eliud Kipchoge (KEN) 7 min 42 s 58                                                                 |
| 60 m haies       | Terrence Trammell (USA) 7 s 43 (WL)                                                        | Dayron Robles (CUB) 7 s 46 (PB)                                                                  | Dominique Arnold (USA) 7 s 52                                                                      |
| Relais 4 × 400 m | États-Unis Tyree Washington LaShawn Merritt Milton Campbell Wallace Spearmon 3 min 03 s 24 | Pologne Daniel Dąbrowski Marcin Marciniszyn Rafał Wieruszewski Piotr Klimczak 3 min 04 s 67 (SB) | Russie Konstantin Svechkar Aleksandr Derevyagin Yevgeniy Lebedev Dmitriy Petrov 3 min 06 s 91 (SB) |
| Saut en hauteur  | Yaroslav Rybakov (RUS) 2,37 m (WL)                                                         | Andrey Tereshin (RUS) 2,35 m (SB)                                                                | Linus Thörnblad (SWE) 2,33 m (PB)                                                                  |
| Saut à la perche | Brad Walker (USA) 5,80 m (SB)                                                              | Alhaji Jeng (SWE) 5,70 m                                                                         | Tim Lobinger (GER) 5,60 m                                                                          |
| Saut en longueur | Ignisious Gaisah (GHA) 8,30 m                                                              | Irving Saladino (PAN) 8,29 m (AR)                                                                | Andrew Howe (ITA) 8,19 m (PB)                                                                      |
| Triple saut      | Walter Davis (USA) 17,73 m (PB)                                                            | Jadel Gregório (BRA) 17,56 m (AR)                                                                | Yoandri Betanzos (CUB) 17,42 m (PB)                                                                |
| Lancer du poids  | Reese Hoffa (USA) 22,11 m (WL)                                                             | Joachim Olsen (DEN) 21,16 m                                                                      | Pavel Sofin (RUS) 20,68 m                                                                          |
| Heptathlon       | André Niklaus (GER) 6 192 pts (PB)                                                         | Bryan Clay (USA) 6 187 pts (SB)                                                                  | Roman Šebrle (CZE) 6 161 pts (SB)                                                                  |

### Femmes
| Épreuves         | Or                                                                                       | Argent                                                                                 | Bronze                                                                                |
| ---------------- | ---------------------------------------------------------------------------------------- | -------------------------------------------------------------------------------------- | ------------------------------------------------------------------------------------- |
| 60 m             | Me'Lisa Barber (USA) 7 s 01 (WL)                                                         | Lauryn Williams (USA) 7 s 01 (WL,PB)                                                   | Kim Gevaert (BEL) 7 s 11 (NR)                                                         |
| 400 m            | Olesya Krasnomovets (RUS) 50 s 04 (RC)                                                   | Vania Stambolova (BUL) 50 s 21 (NR)                                                    | Christine Amertil (BAH) 50 s 34 (AR)                                                  |
| 800 m            | Maria Mutola (MOZ) 1 min 58 s 90 (SB)                                                    | Kenia Sinclair (JAM) 1 min 59 s 54 (NR)                                                | Hasna Benhassi (MAR) 2 min 00 s 34 (SB)                                               |
| 1 500 m          | Yuliya Chizhenko (RUS) 4 min 04 s 70                                                     | Yelena Soboleva (RUS) 4 min 05 s 21                                                    | Maryam Yusuf Jamal (BHR) 4 min 05 s 53                                                |
| 3 000 m          | Meseret Defar (ETH) 8 min 38 s 80                                                        | Liliya Shobukhova (RUS) 8 min 42 s 18                                                  | Lidia Chojecka (POL) 8 min 42 s 59 (SB)                                               |
| 60 m haies       | Derval O'Rourke (IRL) 7 s 84 (NR)                                                        | Glory Alozie (ESP) 7 s 86 (SB)                                                         | Susanna Kallur (SWE) 7 s 87                                                           |
| Relais 4 × 400 m | Russie Tatyana Levina Natalya Nazarova Olesya Krasnomovets Natalya Antyukh 3 min 24 s 91 | États-Unis Debbie Dunn Tiffany Williams Monica Hargrove Mary Danner 3 min 28 s 63 (SB) | Biélorussie Natalya Solohub Anna Kozak Yulyana Zhalniryuk Ilona Usovich 3 min 28 s 65 |
| Saut en hauteur  | Yelena Slesarenko (RUS) 2,02 m (SB)                                                      | Blanka Vlašić (CRO) 2,00 m                                                             | Ruth Beitia (ESP) 1,98 m (SB)                                                         |
| Saut à la perche | Yelena Isinbayeva (RUS) 4,80 m                                                           | Anna Rogowska (POL) 4,75 m                                                             | Svetlana Feofanova (RUS) 4,70 m (SB)                                                  |
| Saut en longueur | Tianna Madison (USA) 6,80 m (PB)                                                         | Naide Gomes (POR) 6,76 m (NR)                                                          | Concepción Montaner (ESP) 6,76 m (SB)                                                 |
| Triple saut      | Tatyana Lebedeva (RUS) 14,95 m (WL)                                                      | Anna Pyatykh (RUS) 14,93 m (PB)                                                        | Yamilé Aldama (SUD) 14,86 m (SB)                                                      |
| Lancer du poids  | Natallia Kharaneka (BLR) 19,84 m (PB)                                                    | Nadine Kleinert (GER) 19,64 m (PB)                                                     | Olga Ryabinkina (RUS) 19,24 m (SB)                                                    |
| Pentathlon       | Lyudmila Blonska (UKR) 4 685 pts (PB)                                                    | Karin Ruckstuhl (NED) 4 607 pts                                                        | Olga Levenkova (RUS) 4 579 pts                                                        |

## Tableau des médailles
| Rang | Nation      | Or | Argent | Bronze | Total |
| ---- | ----------- | -- | ------ | ------ | ----- |
| 1    | États-Unis  | 8  | 3      | 2      | 13    |
| 2    | Russie      | 7  | 5      | 6      | 18    |
| 3    | Éthiopie    | 2  | 0      | 0      | 2     |
| 3    | Ukraine     | 2  | 0      | 0      | 2     |
| 5    | Kenya       | 1  | 1      | 2      | 4     |
| 6    | Biélorussie | 1  | 1      | 1      | 3     |
| 6    | Allemagne   | 1  | 1      | 1      | 3     |
| 8    | Ghana       | 1  | 0      | 0      | 1     |
| 8    | Grenade     | 1  | 0      | 0      | 1     |
| 8    | Irlande     | 1  | 0      | 0      | 1     |
| 8    | Mozambique  | 1  | 0      | 0      | 1     |
| 12   | Pologne     | 0  | 2      | 1      | 3     |
| 13   | Suède       | 0  | 1      | 2      | 3     |
| 13   | Espagne     | 0  | 1      | 2      | 3     |
| 15   | Cuba        | 0  | 1      | 1      | 2     |
| 16   | Botswana    | 0  | 1      | 0      | 1     |
| 16   | Brésil      | 0  | 1      | 0      | 1     |
| 16   | Bulgarie    | 0  | 1      | 0      | 1     |
| 16   | Croatie     | 0  | 1      | 0      | 1     |
| 16   | Pays-Bas    | 0  | 1      | 0      | 1     |
| 16   | Jamaïque    | 0  | 1      | 0      | 1     |
| 16   | Qatar       | 0  | 1      | 0      | 1     |
| 16   | Panama      | 0  | 1      | 0      | 1     |
| 16   | Portugal    | 0  | 1      | 0      | 1     |
| 24   | Bahamas     | 0  | 0      | 2      | 2     |
| 25   | Bahreïn     | 0  | 0      | 1      | 1     |
| 25   | Belgique    | 0  | 0      | 1      | 1     |
| 25   | Tchéquie    | 0  | 0      | 1      | 1     |
| 25   | Danemark    | 0  | 0      | 1      | 1     |
| 25   | Maroc       | 0  | 0      | 1      | 1     |
| 25   | Soudan      | 0  | 0      | 1      | 1     |
| 25   | Italie      | 0  | 0      | 1      | 1     |